# Ратыщи
Ратыщи (укр. Ратищі) — село в Залозецкой поселковой общине Тернопольского района Тернопольской области Украины.
Код КОАТУУ — 6122688201. Население по переписи 2001 года составляло 315 человек.
До 2020 года входило в Зборовский район.

## Географическое положение
Село Ратыщи находится на берегу реки Серет в месте где она образуется слиянием рек Серет Правый, Серет Левый, ниже по течению на расстоянии в 3 км расположено село Чистопады.
На реке сделано несколько больших запруд.

## История
- IX—XII века — основано (по археологическим данным).
- 1785 год — первое письменное упоминание.

## Объекты социальной сферы
- Школа I—II ст.
- Клуб.
- Фельдшерско-акушерский пункт.

## Достопримечательности
- Братская могила советских воинов.
- Свято-Успенский храм.